# Dollon
Dollon is een gemeente in het Franse departement Sarthe (regio Pays de la Loire). De plaats maakt deel uit van het arrondissement Mamers. Dollon telde op 1 januari 2022 1.433 inwoners.

## Geografie
De oppervlakte van Dollon bedroeg op 1 januari 2022 25,33 vierkante kilometer; de bevolkingsdichtheid was toen 56,6 inwoners per km².

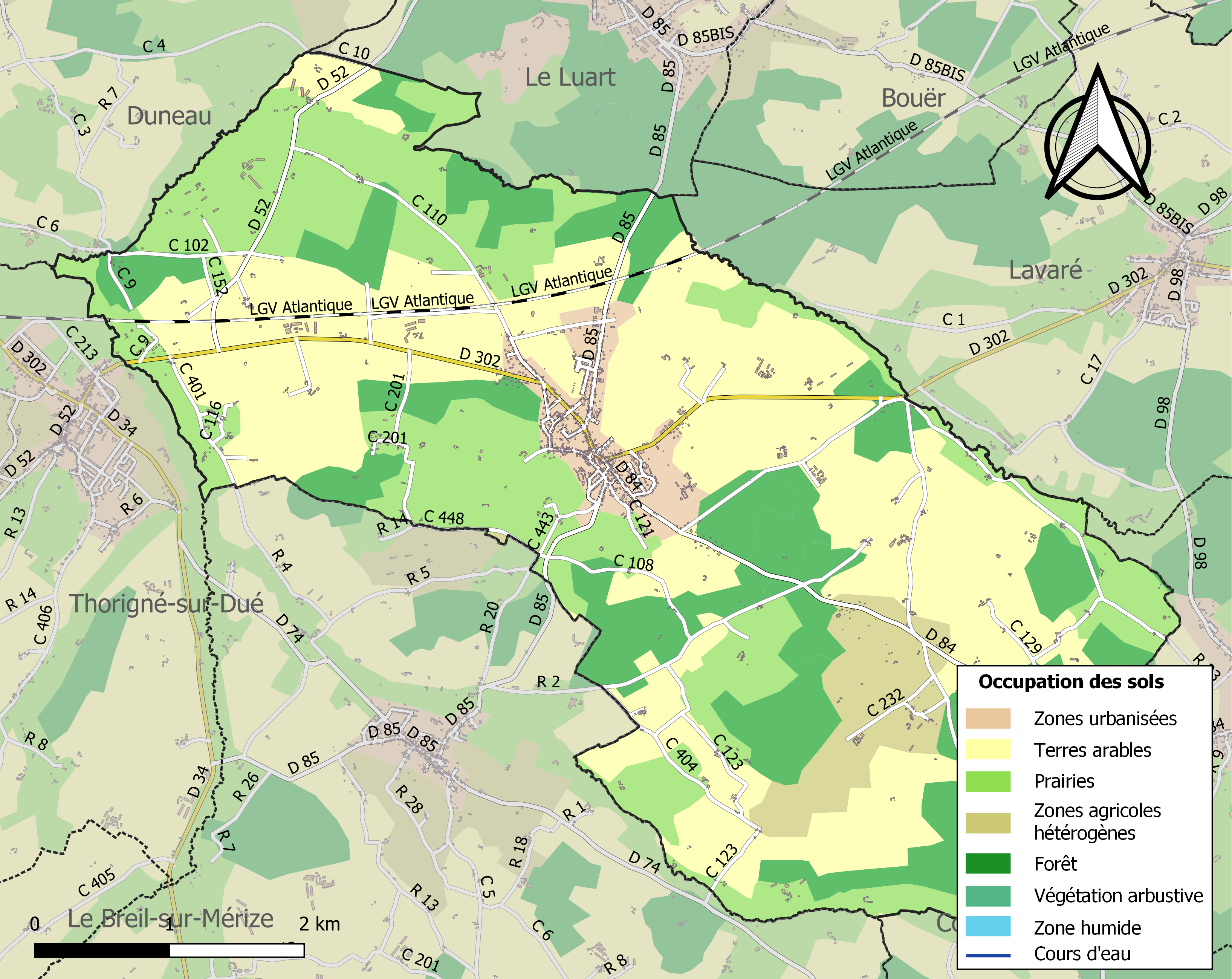
Kaart van de gemeente met de belangrijkste infrastructuur, bodemgebruik en omliggende gemeenten

## Demografie
Onderstaande figuur toont het verloop van het inwonertal (bron: INSEE-tellingen).